# 喀里多尼亞 (肯塔基州)
喀里多尼亞（英語：Caledonia）是位於美國肯塔基州特里格县的一個非建制地區。

## 地理
喀里多尼亞所處的海拔為高於海平面140米（即459英呎），而該地所採用的時區為UTC-6，即北美中部時區（CST）。同時該地設有夏令時間，為UTC-6調快一小時，即UTC-5（CDT）。